# Asian Le Mans Sprint Cup
L'Asian Le Mans Sprint Cup est un championnat de course automobile sprint créé par l'Automobile Club de l'Ouest pour faire acquérir de l’expérience  aux équipes et pilotes voulant s'engagés dans des compétitions d'endurance.

## Historique
Le week-end de course est au format suivant :
- 2 sessions d'essais libre de 45 minutes chacune

- 2 séances de qualifications de 15 minutes

- 2 courses d'une heure avec un arrêt obligatoire aux stand entre la 25e et la 35e minute de course.

## Catégories
Les voitures qui participent à cette épreuve sont réparties en plusieurs catégories : les LMP3 , les CN et GT Cup :
Prototypes
- LMP3
- CN

Grand Tourisme
- GTC (FIA GT3, GT300 de Super GT et voitures utilisées dans les formules monotypes Porsche Cup Asia, Ferrari Challenge Asia, Super Trofeo Lamborghini, Audi R8 LMS Cup Asia, Lotus Cup Asia)

Les abréviations « LM » et « LMP » signifient « Le Mans » et « Le Mans Prototype ».

## Palmarès
| Saison | Saison    | LMP3          | CN                 | GT Cup                     |
| ------ | --------- | ------------- | ------------------ | -------------------------- |
| 2016   | Équipe    | DC Racing     | PS Racing          | Team NZ                    |
| 2016   | Pilote(s) | James Winslow | Sébastien Mailleux | Graeme Dowsett John Curran |